# Claudio Pasqualini
Claudio Ernesto Pasqualini (La Calera, Córdoba, 23 de julio de 1960) es un militar argentino en situación de retiro con el grado de teniente general. Fue jefe del Estado Mayor General del Ejército (JEMGE) desde su designación el 15 de febrero de 2018 hasta su relevo el 28 de febrero de 2020. También fue secretario de Estrategia y Asuntos Militares en el Ministerio de Defensa desde el 11 de diciembre de 2023 hasta el 31 de diciembre de 2024.

## Biografía y familia
El General Pasqualini nació en La Calera, Provincia de Córdoba, el 23 de julio de 1960. Hijo de un coronel, contrajo nupcias con María Laura Renes, con quien tuvo a sus dos hijos llamados Agustín y Andrés.Su esposa es hija del mayor Athos Gustavo Renés, condenado a prisión perpetua en 2011 como coautor responsable de 11 homicidios doblemente agravados durante la Masacre de Margarita Belén y militante por la amnistía de los militares condenados por delitos de lesa humanidad cometidos durante la última dictadura militar argentina.

## Carrera
Tras haber finalizado sus estudios secundarios en 1978, Pasqualini hizo su ingreso al Colegio Militar de la Nación. Egresó con el mejor promedio sobre 237 graduados en la promoción 113 —conocida como la «Promoción Malvinas»— de dicha academia de formación militar como subteniente del arma de Infantería prematuramente el 8 de abril de 1982, como consecuencia de la guerra de las Malvinas. Sin embargo, Pasqualini no participó en dicha guerra.
Siendo oficial subalterno, revistó en el Regimiento de Infantería Mecanizado 37, el Regimiento de Infantería de Montaña 16, la Escuela de Infantería y el Colegio Militar de la Nación. Cursó en la Escuela Superior de Guerra.

### Cursos realizados
Claudio Pasqualini ha realizado con éxito la licenciatura en Estrategia y Organización; es Especialista en Conducción y Gestión Estratégica; también posee el título analista de Sistemas; se graduó como oficial de Estado Mayor de Argentina y de Alemania y obtuvo la diplomatura en Defensa Nacional.

### Destinos de relevancia y formación militar
De sus aptitudes militares, se destacan la de paracaidista militar, la aptitud de tropas de montaña —Cóndor Dorado— e instructor de andinismo.
Siendo oficial jefe, se desempeñó como jefe del Centro de Instrucción y Adiestramiento Operacional; luego sirvió en la División Cursos en el País de la Jefatura III-Operaciones. Ejerció el cargo de jefe de la División Enlaces y Estudios Especiales de la Dirección de Investigación, Desarrollo y Producción. Fue destinado a la Jefatura del Departamento Estudios Especiales de la Secretaría General del Ejército.
Se destaca su paso entre 2005 y 2007 —siendo teniente coronel— por la Jefatura del Regimiento de Infantería de Montaña 22. En 2008 accedió a la jerarquía de coronel. Luego fue jefe del Estado Mayor del Comando de Adiestramiento y Alistamiento del Ejército. Durante 2010 y 2011 fue puesto al frente del Regimiento de Infantería 1 «Patricios». Ejerció desde 2012 como titular de la de Agregaduría de Defensa de su país en México hasta finales de 2014, cuando se lo promovió al grado de general de brigada. Con posterioridad sirvió de jefe de la Guarnición Militar Buenos Aires entre 2014 y 2016. Hasta su nombramiento como jefe del Estado Mayor General del Ejército, el general de brigada Pasqualini era, desde 2016, el comandante de la 2.ª División de Ejército.

## Jefatura del Estado Mayor General del Ejército
El 15 de enero de 2018 se eligió a Claudio Pasqualini para estar al frente de la Jefatura del Estado Mayor General del Ejército, reemplazando al saliente teniente general (R) Diego Suñer, en el marco de una renovación de la cúpula del Ejército Argentino. La ceremonia de asunción a dicho cargo se llevó a cabo el miércoles 21 de febrero de ese año en el Regimiento de Infantería 1 «Patricios».
El 20 de septiembre de 2018 fue ascendido a general de división, con fecha retroactiva al 31 de diciembre de 2017.
Claudio Pasqualini fue promovido a la máxima jerarquía del Ejército el día 21 de diciembre de 2018.

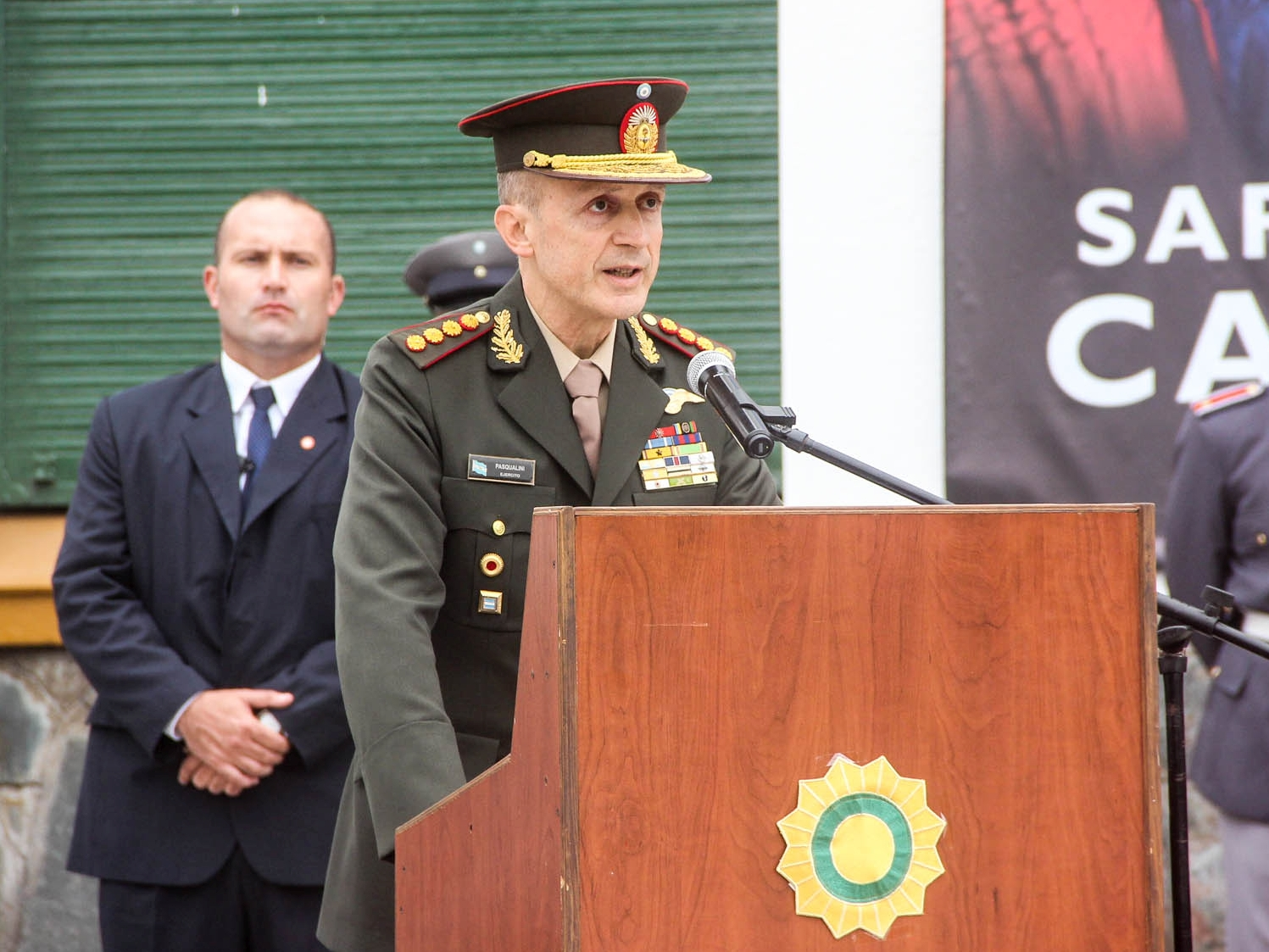
Pasqualini pronunciando un discurso en homenaje a los veteranos y caídos en la Guerra de Malvinas.

El 21 de febrero de 2020 el presidente Alberto Fernández designó al general de brigada Cejas jefe del Estado Mayor General del Ejército mediante el Decreto 181/2020. El 28 de febrero del mismo año el ministro de Defensa Agustín Rossi puso en funciones a Agustín Cejas en una ceremonia celebrada en el Regimiento de Infantería 1 «Patricios».

### Recambio de cúpulas militares y pase a retiro
Tras poco más de dos meses de haber jurado como presidente, Alberto Fernández dispuso el recambio de las autoridades militares de las tres fuerzas armadas el 22 de febrero de 2020. Los nuevos jefes militares designados por el poder ejecutivo fueron el general de brigada Juan Martín Paleo como jefe del Estado Mayor Conjunto; el contralmirante Julio Guardia como nuevo titular de la Armada; el brigadier Xavier Isaac como comandante de la Fuerza Aérea; el general de brigada Agustín Humberto Cejas en calidad de jefe del Ejército, sustituyendo a Pasqualini.
Agustín Humberto Cejas juró como nuevo titular de la Jefatura del EMGEA el 28 de febrero de 2020 en una ceremonia celebrada en el Regimiento de Infantería 1 «Patricios» donde también se lo homenajeó al saliente titular, teniente general Claudio Pasqualini.
Tras el relevo del Teniente General Bari del Valle Sosa, el ejército despidió a su último oficial en haber luchado en la Guerra de Malvinas y en pasar a retiro.

## Ámbito político
El 11 de diciembre de 2023 fue confirmado como secretario de Estrategia y Asuntos Militares del Ministerio de Defensa, de manera ad honorem, durante la presidencia de Javier Milei.

## Condecoraciones y distintivos
Ha sido galardonado con los siguientes:
- «Oficial de Estado Mayor» Escuela Superior de Guerra
- «Escuela de Defensa Nacional»
- «Oficial de Estado Mayor del Ejército Alemán»
- «Distintivo de Rendimiento en Oro del Ejército Alemán» German Armed Forces Badge for Military Proficiency
- «Distintivo Tropa de Montaña» Cóndor Dorado
- «Distintivo Paracaidista Militar»
- «Distintivo instructor de andinismo»
- «Distintivo de Idioma» (en dos ocasiones)
- «Recompensa al Mérito del Arma de Infantería» (en dos ocasiones)
- «Distintivo de Curso Superior en la Escuela Superior de Guerra»
- «Especialista en Conducción y Gestión Estratégica»
- «Medalla de Naciones Unidas» por su participación como Observador Militar en UNTSO (Medio Oriente)
- Medalla del Pacificador (otorgada por el Ejército Brasileño).
- «Medalla al Mérito, de la Secretaría de la Defensa Nacional de México»
- «Distinción Naval de Segunda Clase» otorgada por la Secretaría de Marina de México
- «Gran Cruz del Mérito Militar, con distintivo blanco», otorgada por el Ministerio de Defensa del Gobierno de España (2018)[23]